# Jinshaia sinensis
Jinshaia sinensis är en fiskart som först beskrevs av Sauvage och Dabry de Thiersant, 1874.  Jinshaia sinensis ingår i släktet Jinshaia, och familjen grönlingsfiskar. Inga underarter finns listade. Fisken är endemisk i Kina och förekommer i Jinshafloden och Yangtzefloden.